# Serventes del Sagrat Cor de Jesús
Les Serventes del Sagrat Cor de Jesús són una congregació religiosa femenina, institut religiós de dret pontifici. Les germanes que en formen part, conegudes com a Germanes de les Obreres, posposen al seu nom les sigles S.C.J.

## Història
La congregació va néixer a Vic el 2 de febrer de 1891, fundada pel prevere Joan Collell i Cuatrecasas (1864-1921). Aquest, durant la seva missió sacerdotal, va copsar la situació de desemparament de la jove treballadora del final del segle xix, arran dels canvis socials i els conflictes obrers. Per ajudar-la, va pensar d'obrir tallers on les joves obreres aprenguessin un ofici i rebessin educació. El 2 de febrer de 1891 inicia la Petita Obra del Sagrat Cor. Per dur a terme l'obra va comptar amb dues joves: Pia Criach i Ginestós i Carme Soler i Paracolls que n'iniciaren el treball el 8 de setembre de 1891 en una casa del número 129 del Carrer Nou de Vic. El 1897, es van traslladar a la Casa de Loreto al Passeig de la Generalitat de Vic.
Al començament, la congregació no és presa seriosament i passa problemes; en 1895 hi ha un intent d'unió amb la Congregació de les Trinitàries de Francisco Méndez Casariego, però no reeixí. Les fundacions s'obren a pobles, vora les fàbriques tèxtils, i les germanes atenen les joves obreres en règim d'internat, s'ocupen del menjar dels obrers i tenen guarderies per als fills, a més d'una escola nocturna per a educar les joves treballadores. Amb el temps, també obriran escoles per als seus fills.
El 27 de desembre de 1898 emeteren els vots les nou primeres germanes de la congregació, que prengué el nom de Mínima Congregació de Serventes del Sagrat Cor de Jesús. Des de Vic, s'expandí pels municipis del voltant; tot i dedicar-se al món obrer, s'instal·laren preferentment en entorns rurals. Quan el fundador mor, en 1921, hi ha deu comunitats funcionant.
En 1928 arribaren al Barcelonès, on es feren càrrec de dues escoles a barris obrers, a les parròquies de Collblanc (1928) i Fort Pienc (1939). La Guerra civil suposa la dispersió de les germanes, que tornen a començar en 1939. A més de les cases per a les obreres, comencen a obrir escoles a pobles on no n'hi ha, atesa la gran necessitat de formació que hi havia.
Fins al 1951 no s'obre una casa fora de Catalunya i en 1966, la primera fora d'Espanya, a Santa Rosa (La Pampa, Argentina).

## Activitat i difusió
L'activitat de les Serventes del Sagrat Cor se centren en la formació i acollida de les joves obreres, sobretot a ciutats, en l'atenció als seus fills en guarderies i escoles, i en la promoció de la dona.
La congregació té 23 cases obertes: quinze a Espanya, tres a l'Argentina, dues a Xile i una a l'Uruguai, Paraguai i el Brasil.